# Kelly Key
Kelly de Almeida Key (sinh ngày 3 tháng 3 năm 1983), hay còn được biết đến với nghệ danh là Kelly Key, là nữ ca sĩ nhạc pop người Brasil.

## Thời thơ ấu
Cô là người gốc Bồ Đào Nha.

## Sự nghiệp

### 2001–04: Album đầu tay,Do Meu Jeitovà album thu trực tiếp

Kelly Key năm 2003.

Key phát hành album đầu tay cùng tên vào năm 2001 khi cô 17 tuổi. Đĩa đơn đầu tiên của cô là "Escondido" (tạm dịch: Che giấu). Ca khúc được nghe trực tuyến rộng rãi nhờ có sự hỗ trợ của bạn trai cô là nam ca sĩ Latino.
Ca khúc nổi bật nhất của Key là "Baba", đây là bài hát phổ biến nhất Brasil trong khoảng năm 2001 đến năm 2002.

Kelly Key năm 2005.

Trong những năm đầu sự nghiệp, cô ra mắt nhiều dòng búp bê, giày dép và các sản phẩm khác hướng đến đối tượng nữ tuổi vị thành niên.

### 2010–nay: Sự nghiệp truyền hình vàNo Controle
Năm 2009, cô trở thành đồng dẫn chương trình cho Hoje em Dia (đài Rede Record) cùng với các MC khác. Năm 2010, cô làm MC cho chương trình của chính mình là Game Show de Verão. Năm 2011, cô quay trở với âm nhạc và ra mắt khán giả đĩa đơn "O Problema é Meu" (tạm dịch: "Vấn đề của tôi"), bài hát có sự góp giọng của DJ Mister Jam.
Năm 2014 Kelly ra mắt đĩa đơn "Controle". Ngày 3 tháng 2 năm 2015, cô phát hành rộng rãi album phòng thu thứ sau là "No Controle", một album nhạc điện tử kết hợp zouk và kizomba.

## Đời tư
Key là người ủng hộ cộng đồng LGBT, cô cũng ủng hộ việc chấp nhận hôn nhân đồng giới tại Brasil. Cô là phát ngôn viên cho một chiến dịch hướng đến giới trẻ là "Show how you've grown up. This Carnaval, use condoms."